# Хасечич, Бакира
Бакира Хасечич (босн. Bakira Hasečić) — боснийская правозащитница, жившая в городе Вишеград, в восточной Боснии и Герцеговине. В 1992 году, во время этнических чисток, организованных сербскими силами в Вишеграде, в самом начале Боснийской войны, она была изнасилована на полицейской станции Вишеграда членами сербских военизированных формирований, а затем увезена в другое место, где также была изнасилована сербским солдатом. Её сестра была убита в сербском «лагере изнасилований».
Её трагический опыт привёл к тому, что она стала одним из самых известных правозащитников в Боснии, сотрудничающей с такими организациями, как Amnesty International и Human Rights Watch. Она проводит кампании по обеспечению правосудия для женщин-жертв Боснийской войны в национальных и международных судах, в частности, для жертв изнасилований и сексуальных надругательств. Бакира Хасечич — президент ассоциации «Женщины — жертвы войны» (босн. Udruzenje Žene-Žrtve Rata), базирующейся в Сараево. Её организация проводит кампании в защиту прав женщин, ставших жертвами изнасилований и аналогичных преступлений во время войны, собирая доказательства и информацию о военных преступниках и насильниках, скрывающихся в Республики Сербской, энтитете в составе Боснии и Герцеговины. Ассоциация предоставила ключевые показания в судебных процессах по изнасилованиям и сексуальным надругательствам, связанным с конфликтом, и помогла добиться правосудия, а также финансовой и психологической помощи для многих её сотен членов.
Хасечич возглавляла усилия по поощрению босняков к возвращению в Вышеград, но в 2005 году она отметила, что смирилась с тем фактом, что «возвращение потерпело неудачу, поскольку военные преступники продолжают жить там свободно. В город почти никто не вернулся». О деятельности Хасечич было рассказано в документальных программах, подготовленных BBC и Al-Jazeera.

## Предыстория
Вишеград — город на реке Дрина в непосредственной близости от границы с Сербией. Город имел стратегическое значение в первые дни Боснийской войны 1992-1995 годов. В начале апреля 1992 года, как и в других районах Боснии, город подвергся артиллерийским обстрелам и в конечном итоге попал под контроль Ужицкого корпуса ЮНА. 19 мая 1992 года ЮНА официально вышла из Вишеграда, и местные сербские лидеры учредили сербский муниципалитет Вишеград. Вскоре после этого местные сербы, полиция и военизированные формирования начали одну из самых печально известных кампаний этнических чисток, направленных на ликвидацию мусульманского населения Вишеграда и прилегающих районов. Группа местных военизированных формирований, именуемая преимущественно «Белыми орлами» и связанная с вишеградской полицией и сербскими военными подразделениями, сыграла видную роль в этнической чистке, совершив многочисленные преступления, включая убийства, изнасилования, пытки, избиения, грабежи и уничтожение имущества. Лидером группы был Милан Лукич.
Лукич организовал свою штаб-квартиру в отеле «Вилина Влас» на окраине Вишеграда, в одном из различных мест, где содержались местные босняки. Гостиница прославилась как «лагерь для изнасилований», один из нескольких в Вишеграде, задокументированный Комиссией ООН по расследованию в 1994 году. В то же время, по собственному признанию Лукича, это был командный пункт его подразделения. Одна из выживших женщин сообщала, что Лукич несколько раз насиловал её, когда она была заключённой в отеле. Согласно сообщениям, там содержались под стражей до 200 женщин, из которых выжила лишь горстка — менее десяти, по данным ассоциации «Женщины — жертвы войны». Большинство женщин-заключённых были либо убиты, либо покончили с собой. Тела большинства жертв не были обнаружены и, как утверждается, были похоронены в скрытых местах, а затем перезахоронены. Международные правозащитные организации и беженцы сообщали о зверствах, совершаемых в городе в 1992 году. Amnesty International опубликовала обширный доклад об изнасилованиях в Боснии и Герцеговине, отметив Вишеград в качестве примера, также в докладе ООН 1994 об изнасилованиях в Боснии и Герцеговине конкретно определён отель «Вилина Влас» как одно из мест, где происходили изнасилования. Тем не менее, обвинения в изнасилованиях не были включены в число преступлений в Вишеграде, за которые виновные преследовались бы Международным трибуналом по бывшей Югославии.

## Кампания против МТБЮ в деле Лукича
Бакира Хасечич активно выступала за включение обвинений в изнасиловании в обвинительное заключение против Милана и Средое Лукича (двоюродных братьев) в Международном трибунале по бывшей Югославии. Она оспаривала утверждение главного обвинителя МТБЮ Карлы дель Понте о том, что прокуроры не располагали доказательствами для предъявления таких обвинений при составлении своего заключения, поскольку никаких свидетелей не было. Хасечич настаивала на том, что она и другие женщины ранее давали свидетельства должностным лицам, которые были доступны следователям в Гааге.
Специальный советник и пресс-секретарь дель Понте признал, что неспособность выдвинуть обвинения лежит на канцелярии главного обвинителя. Он утверждал, что имеется множество информации об изнасилованиях в Вишеграде, однако прокуроры трибунала «не смогли связаться со свидетелями» до завершения подготовки обвинительных заключений. «Стратегия завершения работы» трибунала ООН исключала предъявление новых обвинений или внесение поправок в существующие обвинения, если дело не передавалось в местные суды в других местах. Дель Понте предположила, что трибунал может передать дело Лукича в Палату по военным преступлениям в Сараево, и настоятельно призвала «Женщин — жертв войны» работать с государственными обвинителями там, чтобы изменить обвинительные заключения.

## Роль в деле Лелека
Во время судебного процесса над Желько Лелеком, бывшим сербским полицейским в Вишеграде, обвинявшемся в убийствах, депортации, насильственном задержании и изнасиловании, тот плакал, утверждал, что ни в чём не виновен, и обвинял Бакиру Хасечич, в том что она несёт ответственность за его задержание, а также оказывала давление на свидетелей обвинения и вообще сама совершала военные преступления и будь он на свободе — довёл бы её дело до конца в качестве полицейского. Судья сделал вывод из выступления подсудимого, допустив возможность какой-либо правдоподобности его слов, что Хасечич является «очень важной персоной», и спросил у стороны защиты, когда она намерена пригласить Хасечич для дачи показаний, но та отказалась вызывать правозащитницу, сославшись на то, что та уже давала свои показания по этому делу в качестве свидетеля обвинения. Лелек же в итоге был признан виновным в совершении военных преступлений.